# Route nationale 38 (Grèce)
Pour les articles homonymes, voir Route nationale 38.
La route nationale 38 (en grec moderne : Εθνική Οδός 38, en abrégé EO38) est une route à chaussée unique dans l'ouest et le centre de la Grèce.

## Description
L'extrémité occidentale de la route nationale EO38 se trouve dans la petite ville de Thérmo, en Étolie-Acarnanie.
La route s'étend d'abord vers l'ouest le long de la rive nord du lac Trichonída.
Puis elle s'oriente vers le nord à Agrínio et continue à travers les montagnes peu peuplées du nord-est de l'Étolie-Acarnanie.
La route traverse le lac de Kremastá par le pont d’Episkopí.
Elle continue vers l'est à travers la région montagneuse d’Ágrafa, qui fait partie du massif du Pinde.
Elle traverse Karpenísi, le chef-lieu de l'Eurytanie.
À l'est de Karpenísi, elle passe par un tunnel sous le mont Tymphreste et entre dans la vallée du Sperchiós. Elle suit le fleuve pour desservir les localités de Makrakómi et Lianokládi, avant de prendre fin à Lamía, au niveau de l'intersection avec la route nationale EO3.
Le tronçon entre Agrínio et Lamía fait partie de la route européenne 952.

## Tracé
| Km     | Agglomérations lieux      | Carte interactive |
| ------ | ------------------------- | ----------------- |
| 0 km   | Thérmo                    |                   |
| km     | Paravóla                  |                   |
| km     | Agrínio                   |                   |
| km     | Ágios Vlásios             |                   |
| km     | Episkopí                  |                   |
| km     | Frangísta                 |                   |
| km     | Kalesméno (el)            |                   |
| km     | Karpenísi                 |                   |
| km     | Tymfristós                |                   |
| km     | Ágios Geórgios Tymfristoú |                   |
| km     | Makrakómi                 |                   |
| km     | Lianokládi                |                   |
| 210 km | Lamía                     |                   |